# Puchar Świata w lotach narciarskich 1990/1991
Puchar Świata w lotach narciarskich 1990/1991 – 1. edycja Pucharu Świata w lotach narciarskich (stanowiącego część Pucharu Świata w skokach narciarskich), która rozpoczęła się 23 lutego 1991 w Bad Mitterndorf, a zakończyła się 24 marca 1991 w Planicy. Rozegrano 4 konkursy indywidualne.

## Kalendarz zawodów
| Lp.                                                                  | Data                                                                 | Miejscowość                                                          | Punkt K                                                              | Uwagi                                                                | 1. miejsce        | 2. miejsce        | 3. miejsce        |
| -------------------------------------------------------------------- | -------------------------------------------------------------------- | -------------------------------------------------------------------- | -------------------------------------------------------------------- | -------------------------------------------------------------------- | ----------------- | ----------------- | ----------------- |
| 1.                                                                   | 23 lutego 1991                                                       | Bad Mitterndorf                                                      | K-185                                                                | –                                                                    | Stefan Zünd       | Ari-Pekka Nikkola | Per-Inge Tällberg |
| 2.                                                                   | 24 lutego 1991                                                       | Bad Mitterndorf                                                      | K-185                                                                | –                                                                    | Stefan Horngacher | Ralf Gebstedt     | Heinz Kuttin      |
| 3.                                                                   | 23 marca 1991                                                        | Planica                                                              | K-185                                                                | –                                                                    | Staffan Tällberg  | Stefan Zünd       | André Kiesewetter |
| 4.                                                                   | 24 marca 1991                                                        | Planica                                                              | K-185                                                                | –                                                                    | Ralf Gebstedt     | Stefan Horngacher | Dieter Thoma      |
| Puchar Świata w lotach narciarskich 1990/1991 – klasyfikacja końcowa | Puchar Świata w lotach narciarskich 1990/1991 – klasyfikacja końcowa | Puchar Świata w lotach narciarskich 1990/1991 – klasyfikacja końcowa | Puchar Świata w lotach narciarskich 1990/1991 – klasyfikacja końcowa | Puchar Świata w lotach narciarskich 1990/1991 – klasyfikacja końcowa | Stefan Zünd       | Stefan Horngacher | Ralf Gebstedt     |

## Klasyfikacja generalna
| Źródło  | Źródło             | Źródło | Źródło |
| Miejsce | Zawodnik           | Punkty |        |
| ------- | ------------------ | ------ | ------ |
| 1.      | Stefan Zünd        | 64     |        |
| 2.      | Stefan Horngacher  | 53     |        |
| 3.      | Ralf Gebstedt      | 52     |        |
| 4.      | Staffan Tällberg   | 47     |        |
| 5.      | Werner Haim        | 41     |        |
| 6.      | Heinz Kuttin       | 37     |        |
| 7.      | Mikael Martinsson  | 29     |        |
| 8.      | Ari-Pekka Nikkola  | 27     |        |
| 9.      | Dieter Thoma       | 23     |        |
| 10.     | Andreas Felder     | 21     |        |
| 11.     | André Kiesewetter  | 20     |        |
| 11.     | Franci Petek       | 20     |        |
| 13.     | Per-Inge Tällberg  | 18     |        |
| 14.     | Andreas Goldberger | 16     |        |
| 15.     | Klaus Huber        | 14     |        |
| 16.     | Raimo Ylipulli     | 12     |        |
| 17.     | Ladislav Dluhoš    | 10     |        |
| 17.     | Øyvind Berg        | 10     |        |
| 19.     | Jens Weißflog      | 9      |        |
| 20.     | Goran Janus        | 8      |        |
| 21.     | Jaroslav Sakala    | 6      |        |
| 21.     | Christof Duffner   | 6      |        |
| 23.     | Anssi Nieminen     | 4      |        |
| 23.     | Espen Bredesen     | 4      |        |
| 25.     | Werner Schuster    | 2      |        |
| 25.     | František Jež      | 2      |        |
| 25.     | Jan Boklöv         | 2      |        |
| 28.     | Franz Neuländtner  | 1      |        |